# نيكولا يانوتي
نيكولا يانوتي (بالإيطالية: Nicola Iannotti)‏ (13 يوليو 1984 في إيطاليا - ) هو لاعب كرة قدم إيطالي في مركز الوسط. لعب مع نادي بينيفينتو ونادي ليفورنو ونادي نوفارا وASD Sangiovannese 1927 ‏ وRosetana Calcio ‏ وAylesbury Vale Dynamos F.C. ‏.

## وصلات خارجية
- نيكولا يانوتي على موقع قاعدة بيانات كرة القدم.إي يو (الإنجليزية)
- نيكولا يانوتي على موقع Soccerway.com (الإنجليزية)